# Auguste Pilati
Auguste Pilati (Bouchain (Nord – Pas de Calais) 29 de setembre de 1810 – París, 1887) fou un compositor francès del Romanticisme.
Estudià en el Conservatori de París, del qual en va ser acomiadat; després fou director d'orquestra en molts teatres de París, i va compondre diverses obres líriques teatrals, que rebel·laven el talent musical i la fecunditat de l'autor, contant-se entre elles; Les barricades, en col·laboració amb Eugenio Gautier; 
- Les étoiles,
- Olivier Basseliu,
- Mademoiselle de Fontanges,
- Le naufrage de la Meduse en col·laboració amb Cogniard i Flotow,
- La modiste et le lord,
- L'amour et Psyché,
- Le postillon de Saint-Valery,
- La prova d'un opera seria,
- La fermière de Bolbec,
- Leona ou Le parisien en Corse,
- Farinelli,
- Il signor Cascarelli,
- Le roi de Danube, etc.

A excepció de l'última estrenada a Londres, les demés s'estrenaren a París. Pilati publicà diverses romances i composicions per a piano; algunes de les seves produccions porten el pseudònim A.P.Juliano.